# 安多西利亚
安多西利亚（西班牙語：Andosilla）是西班牙纳瓦拉的一个市镇。总面积52平方公里，总人口2572人（2001年），人口密度49人/平方公里。